# Charles E. Daniel

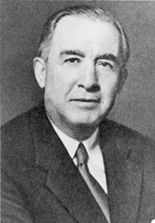
Charles E. Daniel

Charles Ezra Daniel (* 11. November 1895 in Elberton, Elbert County, Georgia; † 13. September 1964 in Greenville, South Carolina) war ein US-amerikanischer Geschäftsmann und Politiker (Demokratische Partei), der den Bundesstaat South Carolina im US-Senat vertrat.
Charles Daniel war noch ein kleiner Junge, als seine Eltern mit ihm 1898 aus Georgia wegzogen. Die Familie ließ sich in Anderson in South Carolina nieder, wo er die öffentlichen Schulen besuchte; von 1916 bis 1918 wurde er in der Citadel, dem Militärcollege von South Carolina, ausgebildet. Unterbrochen wurde diese Zeit von seinem Einsatz als Lieutenant der Infanterie im Ersten Weltkrieg.
Nach seinem Abschied aus der Armee im Jahr 1919 schlug Daniel eine Laufbahn als Geschäftsmann ein, der sich in zahlreichen Branchen betätigte. Er war außerdem langjähriges Kurator des Clemson College und Mitglied einer Stiftung zur Förderung unabhängiger Hochschulen in South Carolina. Später gehörte er dann zu den Mitbegründern der Daniel International Construction Corporation mit Sitz in Greenville, die zeitweise das größte Bauunternehmen der Welt war.
Am 6. September 1954 begann dann Daniels kurze politische Karriere, als er zum Nachfolger des fünf Tage zuvor verstorbenen US-Senators Burnet R. Maybank ernannt wurde. Dem Kongress gehörte er jedoch nur bis zum 23. Dezember 1954 desselben Jahres an: An diesem Tag legte er sein Mandat bereits nieder; als Kandidat für die Nachwahl war er nicht nominiert worden. Daniel war danach wieder als Geschäftsmann tätig.